# I've Got So Much to Give (singolo)
I've Got So Much to Give è una canzone scritta, prodotta e registrata da Barry White nel 1973, pubblicata come secondo singolo estratto dall'album I've Got So Much to Give.
Pur non ottenendo il successo del precedente singolo I'm Gonna Love You Just a Little More Baby, I've Got So Much to Give riuscì comunque ad arrivare alla quinta posizione della R&B Chart, e a entrare nella top 40 della Billboard Hot 100.
Il singolo ricevette anche un disco d'oro dalla RIIA.

## Classifiche
| Classifica (1973)      | Posizione più alta |
| ---------------------- | ------------------ |
| U.S. Billboard Hot 100 | 32                 |
| U.S. R&B Chart         | 5                  |
| Regno Unito            | 14                 |